# Bodil van den Heuvel
Bodil van den Heuvel (Amsterdam, 28 mei 2002) is een Nederlands voetbalspeelster. Ze speelde als middenvelder voor Ajax en Telstar in de Vrouwen Eredivisie.

## Carrière
Van den Heuvel kwam voor het Ajax Talentteam uit in de talentencompetitie.
Op 30 oktober 2020 maakte zij haar debuut in de Vrouwen Eredivisie, door een invalbeurt in de wedstrijd PEC Zwolle–Ajax.
In 2021 maakte ze de overstap naar het Belgische KAA Gent. Hier speelde ze 2,5 seizoenen waar ze vooral in het seizoen 2022/23 een vaste basisplaats had. In een wedstrijd tegen KRC Genk maakte Van den Heuvel haar eerste doelpunt voor de Gentenaren. In januari 2024 maakte KAA Gent bekend dat Van den Heuvel de club had verlaten.
In Nederland voegde Van den Heuvel zich bij eredivisionist Telstar. Op 9 maart 2024 maakte Van den Heuvel haar debuut voor de Witte Leeuwinnen in een met 4-0 verloren uitwedstrijd tegen ADO Den Haag. Na het seizoen 2023/24 verliet ze Telstar.

## Statistieken
| Seizoen | Club            | Land      | Competitie         | Wedstrijden | Doelpunten |
| ------- | --------------- | --------- | ------------------ | ----------- | ---------- |
| 2020/21 | Ajax            | Nederland | Vrouwen Eredivisie | 1           | 0          |
| 2021/22 | KAA Gent Ladies | België    | Super League       | 8           | 0          |
| 2022/23 | KAA Gent Ladies | België    | Super League       | 30          | 2          |
| 2023/24 | KAA Gent Ladies | België    | Super League       | 3           | 0          |
| 2023/24 | Telstar         | Nederland | Vrouwen Eredivisie | 4           | 0          |
| Totaal  | Totaal          | Totaal    | Totaal             | 46          | 2          |

Laatste update: 8 juli 2025

## Interlandcarrière
Bodil van den Heuvel speelde voor Oranje O16, O17 en O18.